# مبرهنة العكس للاغرانج
في التحليل الرياضي، مبرهنة العكس للاغرانج (بالإنجليزية: Lagrange inversion theorem) والمعروفة أيضا باسم صيغة لاغرانج-بورمان، هي مبرهنة تمكن من تحديد متسلسلة تايلور للدالة العكسية لدالة تحليلية ما.

## النص
{\displaystyle z=f(w)}
{\displaystyle g(z)=a+\sum _{n=1}^{\infty }g_{n}{\frac {(z-f(a))^{n}}{n!}},}
حيث
{\displaystyle g_{n}=\lim _{w\to a}{\frac {d^{n-1}}{dw^{n-1}}}\left[\left({\frac {w-a}{f(w)-f(a)}}\right)^{n}\right].}